# Sigurd Eindridesson Tafse
Sigurd Eindridesson Tafse (* spätestens 1198/1199; † 6. März 1252 in Nidaros) war von 1232 bis 1252 norwegischer Erzbischof.

## Leben
Sein Vater war der Bannerträger Eindride Hallkjellsson Peine († 1198), ein Birkebeiner-Häuptling aus Oppdal, seine Mutter ist unbekannt. Sigurd wird erstmals 1225 als Kanoniker in Nidaros urkundlich erwähnt. Als Erzbischof Tore Den Trøndske 1230 gestorben war, wählte das Domkapitel Sigurd zu dessen Nachfolger la Erzbischof von Nidaros. Im selben Jahr zog Sigurd nach Rom, wo er das Pallium empfing. Nachdem er 1231 von Papst Gregor IX. geweiht worden war, kehrte er im Herbst 1232 nach Nidaros zurück. Für die Unkosten der Reise erhielt er 30 Mark reines Silber aus den Bischofszehnten.
1237 wurden die Bischöfe Gottfried von Orkney und Guðmundur von Hólar dienstunfähig; Gottfried, weil er wegen Gicht bettlägerig war, Guðmundur wegen einer Erblindung. Für Gottfried musste Sigurd einen Koadjutor bestellen, Guðmundur wurde suspendiert und die Weihen, bei denen die Weiheworte von einem Diakon verlesen worden waren, für ungültig erklärt. 1237 teilte er dem Papst mit, dass in einigen Kirchen Obstsäfte oder Bier statt Wein für das Abendmahl verwendet würden, da es hier keinen Wein gebe. Der Papst antwortete, dass das Abendmahl nur mit Oblaten aus Weizenmehl und Wein gefeiert werden dürfe. Im selben Jahr berichtete er dem Papst, dass in seinem Zuständigkeitsbereich die Priesterehe weit verbreitet sei. Die Priester beriefen sich dabei auf altes Herkommen. Der Papst wies ihn daraufhin an, diesen Missstand unter allen Umständen zu unterbinden. Auch das Klosterleben war keineswegs zufriedenstellend. Der Erzbischof übernahm vorübergehend die Leitung des Klosters Holm, weil die Mönche dort die Regeln überhaupt nicht kannten oder sogar Diebe und einige davongelaufen seien. 1241 berichtete er dem Papst, dass in einigen Gegenden die Kinder mit Bier getauft worden seien, weil es kein Wasser gegeben habe, und fragt, ob es sich um gültige Taufen handele, was der Papst verneinte.
In den 1230er Jahren wuchs der Konflikt zwischen König Håkon Håkonsson und seinem Schwiegervater Skule Bårdsson. Obgleich Skule ehelich war und vom Papst unterstützt wurde, ergriff Sigurd Partei für Håkon. Es gelang ihm, 1236 in Bergen zwischen den beiden erfolgreich zu vermitteln. Seine aktive Unterstützung für Håkon mitten im Machtbereich Skules trug entscheidend dazu bei, dass sich Håkon durchsetzen konnte. Der Konflikt zwischen Håkon und Skule brach 1239 erneut aus und endete mit Skules Tod 1240.
Ein Schwerpunkt von Sigurds Politik war die Ausweitung der königlichen und kirchlichen Macht in Island. Er wollte insbesondere die Kirche in Island aus den Machtstrukturen der dortigen Häuptlinge befreien. 1238 weihte er zwei Norweger zu Bischöfen in Island, nämlich Sigvarður Þéttmarsson für Skálholt und Bótólfur für Hólar. Seit dieser Zeit wurden die Bischöfe Islands vom Domkapitel in Nidaros gewählt und vom dortigen Erzbischof geweiht. Er und König Håkon erließen auch ein neues Christenrecht für Norwegen, welches die Grundlage für viele weitere Christenrechte in späterer Zeit wurde. Der Bischofssitz unterhielt in seiner Amtszeit Handelsbeziehungen nach England. Der Erzbischof von Nidaros hatte schon seit den Tagen von Richard Löwenherz das Recht, jährlich eine Schiffslast Korn und andere Nahrungsmittel nach Nidaros auszuführen.
1241 reiste Sigurd mit seinen Suffraganen zu einem Konzil nach Rom. Er versuchte dort vergeblich, die Heiligsprechung des früheren Erzbischofs Øystein Erlendssons zu erreichen und bat auch um die Krönung König Håkons durch einen päpstlichen Abgesandten. Der Papst leitete daraufhin ein Verfahren ein und beauftragte den Dominikanerprior Holm von Nidaros und den Abt von Tautra mit der Untersuchung des Lebenswandels Øysteins. 1246 unternahm der Erzbischof einen erneuten Vorstoß bei Papst Innozenz IV. mit dem gleichen Ergebnis einer Untersuchung.
1245 hielt Sigurd ein Provinzialkonzil in Bergen ab. Es scheinen damals gewisse Differenzen zwischen Kirche und König gegeben zu haben. Sie beruhten wahrscheinlich auf dem Versuch der Kirche, bestimmte Privilegien als Gegenleistung für eine kirchliche Krönung zu erhalten. Aber nach dem Fall von Herzog Skule war der König politisch so gestärkt, dass er es sich leisten konnte, solche Bestrebungen der Kirche zurückzuweisen. 1247 kam Kardinal Wilhelm von Modena zur Krönung Håkons nach Norwegen. Sigurd rief alle Bischöfe, Äbte und viele Priester zur Krönungsfeier nach Bergen. Diese Feier übertraf alles, was man bis dahin als Feier in Norwegen gesehen hatte. Der Kardinal versuchte auf Anraten der Bischöfe Håkon dazu zu bewegen, den Krönungseid von König Magnus Erlingsson zu wiederholen. Doch Håkon schlug das rundweg ab. Es blieb bei der geistlichen Jurisdiktion, das kirchliche Recht, die Pfarrstellen zu besetzen und das Wahl- und Ernennungsrecht für die höheren Geistlichen.